# Yachimata (Chiba)
Yachimata (八街市 Yachimata-shi?) es una ciudad localizada en Chiba, Japón.
A partir de 2003, la ciudad tiene una población de 75.095 y una densidad de 1.003,01 personas por km². La superficie total es de 74,87 km².
La ciudad fue fundada el 1 de abril de 1992.

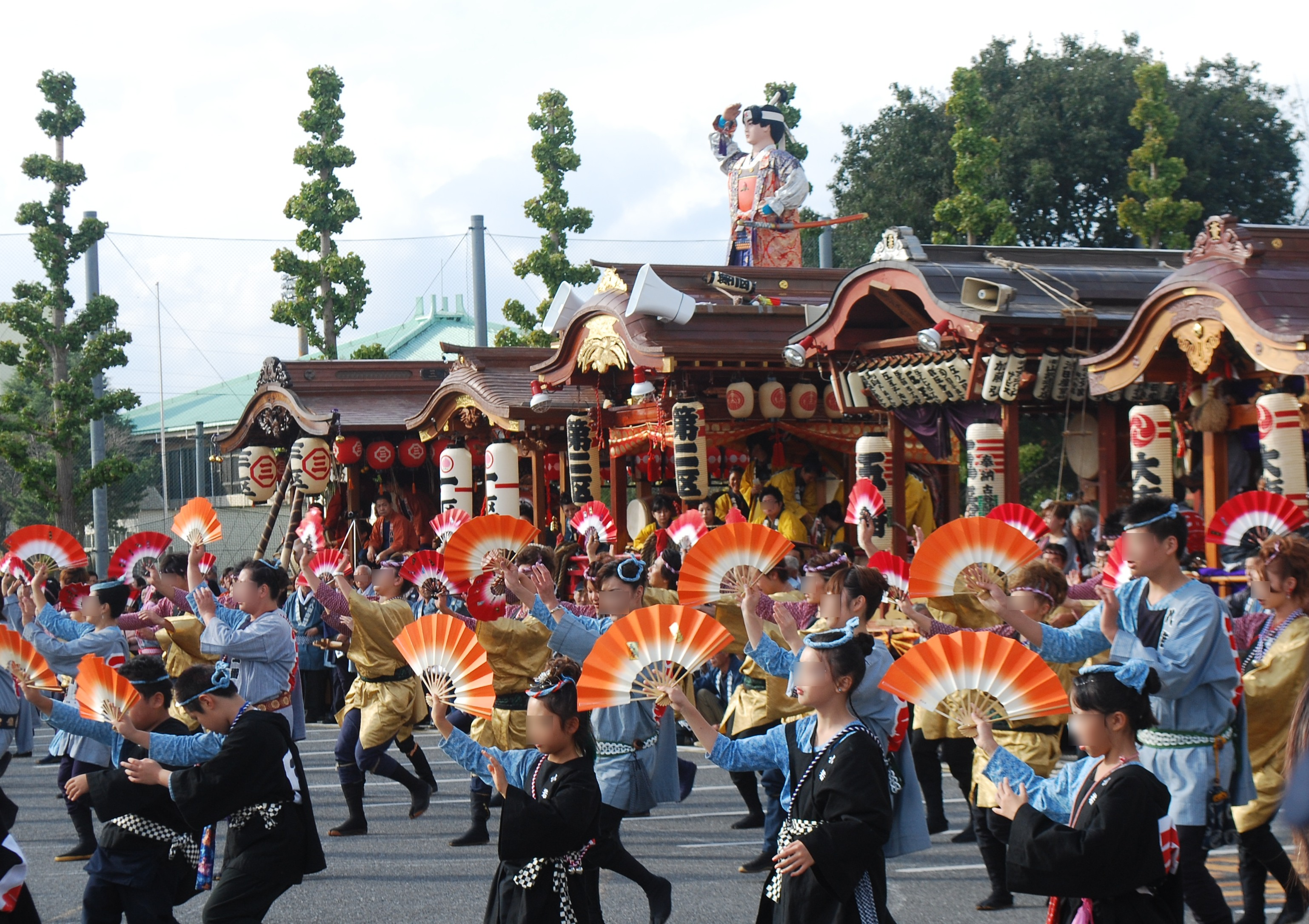
Festival de Yachimata.